# Градска општина Савски венац
Општина Савски венац је градска општина Града Београда. Заузима површину од 15,8 km². У њој живи 39.122 становника, док дупло више људи у њој ради. Према подацима са последњег пописа 2022. године у општини је живело 36.699 становника.
Савски венац је саобраћајно, туристичко и пословно средиште Београда, а уједно је и једна од најстаријих општина. Смештена је на ушћу Топчидерске реке у Саву на Топчидерском брду и његовим падинама.

## Положај општине

### Математички положај
Општина Савски венац заузима централни положај у Београду. Најсевернија тачка налази се на 44°48'54" СГШ (на средини Бранковог моста изнад реке Саве), а најјужнија тачка је на 44°45'15" СГШ (јужно од Бањичког гробља у Борској улици). Најзападнија тачка општине је на 20°25'29" ИГД (ушће Топчидерске реке у Саву у Чукаричком заливу), а најисточнија тачка је на 20°28'26" ИГД (раскрсница Борске и Црнотравске улице, преко пута СРЦ Бањица). На основу тога се закључује да пружање правцем југ-север износи 6,91 km (тј. 3'39"), а запад-исток — 5,20 km (тј. 2'57").

### Географски положај
Површина износи 15,8 km². Налази се на десној обали реке Саве. У физичко-географском смислу, општина је смештена између Саве на западу и северозападу, Топчидерске реке на југозападу и Врачарског платоа на истоку. Административно гледано, Савски венац се на северозападу, од ушћа Топчидерке, реком Савом граничи са Новим Београдом, а на северу и североистоку са општином Стари град. На истоку се протеже међа са Врачаром, а на југоистоку са општином Вождовац, одакле почиње граница са Раковицом, на крајњем југу. Одатле се Савски венац граничи са Чукарицом, на југозападу и западу. Од самог градског језгра удаљен је 200 m (од Кнез Михаилове до Теразија).

### Саобраћајно-економски положај
Општина је саобраћајно средиште града Београда. Овде се налазе најважније улице: Кнеза Милоша (која повезује центар града са Топчидером, Бањицом, Бановим брдом), Немањина (веза између Железничке станице и Славије), Булевар војводе Мишића (спаја Баново брдо, Чукарицу и Железник са центром града), Мостарска петља – сплет надвожњака и подвожњака, вијадукт који се грана на све четири стране (Баново брдо, центар града, Аутокоманда, Нови Београд), Аутокоманда – главна саобраћајница Савског венца (укључење и искључење са ауто-пута, веза са Врачаром, Коњарником, Славијом, Дедињем, Бањицом, Вождовцем и Ибарском магистралом). Веома битан је и ауто-пут Београд – Загреб и Београд - Ниш, који сече општину на пола и представља најважнију везу града, али и Србије са западном и источном Европом, а на даље Малом Азијом и Блиским истоком. Овим путем се крећу сви економски, трговински и саобраћајни токови у свим правцима.
Сваки путник који пролази кроз Београд или иде из једног дела у други то мора учинити преко Савског венца. Свих пет мостова на реци Сави који спајају леву новобеоградску са десном београдском обалом, налазе се на овој општини - Стари и Нови железнички мост, Газела, Бранков и Стари савски мост, као и Мост на Ади.
У погледу месног, међумесног и међународног саобраћаја, Савски венац опет представља најважнији саобраћајни чвор. Главна железничка станица Београд центар, Главна аутобуска станица („БАС“), „Аутобуска станица Ласта“, као и окретнице најважнијих градских линија превоза (Савски трг, Зелени венац, Славија), налазе се управо у овој општини.

## Физичко-географске одлике

### Рељеф и геолошка грађа
Геолошку подлогу чине седименти холоценске старости (до 10.000 година) и алувијална раван реке Саве. Стене су полувезане и растресите, а рељеф је алувијалан падински – ка реци Сави. Значајан удео у геолошкој грађи игра и глинена подлога. Педолошки покривач нема велику вредност; са преко 90% доминира антропогено измењено земљиште, док врло мали део обухвата алувијална раван уз саму Топчидерку. Највиша тачка ове општине се налази у оквиру комплекса Бели двор и износи 210 m, док је најнижа тачка ушће Топчидерске реке у Саву — 75 m.

### Клима
Поднебље је умерено-континентално, са дугим топлим летима и хладним зимама. Одликује се специфичном микроклимом, јер стамбене четврти, које овде доминирају, утичу на интензивно повишење температуре у односу на просек. Исти ефекат изазивају веома густ саобраћај и издувни гасови. Упркос томе, општина има неколико паркова и зелених површина (Хајд парк, Топчидер) које имају супротан ефекат од стамбених четврти и саобраћаја и снижавају температуру, тако да представљају излетишта и место за рекреацију већине становника ове општине, али и града Београда. Годишња сума падавина износи 694 mm. Средња годишња температура је 12,3 °C, минимална јануарска износи -1,3 °C, а максимална јулска 27,2 °C. Зими је врло честа појава смога, услед великих количина издувних гасова, бројних топлана и др. Ветар је врло интензиван током целе године, нарочито крајем јесени и почетком зиме, када дува кошава из правца југоистока (од 7 од 21 дана).

### Хидрологија
Кроз Савски венац протичу две реке, Сава и Топчидерка. На Сави се одвија речни саобраћај у виду редовних градских линија, као и транспорт грађевинског материјала. Испод Бранковог моста се налази пристаниште. Топчидерка је десна притока Саве која се у њу улива у Чукаричком заливу. Ван сваке је пловидбене функције, а и загађена је отпадним водама. У општини нема извора и врела. Обе реке су изузетно загађене фекалијама, које се директно изливају у њих. Ово представља велики еколошки проблем и једну од тема о којој општинска власт намерава да поведе рачуна у наредном периоду.

### Флора и фауна
Значајан одлика ових простора је велики број зелених површина (Хајд парк, Топчидер, Кошутњак, Дедиње). Животињски свет, упркос чињеници да је општина у градском језгру, прилично је разноврстан. Веверице, кртице, јежеви и многобројне птице (детлићи, славуји, косови, затим голубови, врапци, вране и свраке) чине фауну Хајд парка и Дедиња, док су се у Топчидеру и Кошутњаку могле срести кошуте и срне, а данас су врло ретке или их скоро и нема. Занимљиво је и то да се често могу срести и речни галебови који у јатима залутају у делове општина мало удаљеније од Саве.
Биљни свет је такође прилично богат. Од листопадних врста могу се издвојити: храст, бреза, јавор, џенарика, јаблан, топола, а четинара има највише у Топчидеру – борови, јеле, смрека и др. Врста од изузетног значаја је — платан у Топчидеру испред Милошевог конака, који датира из 1831. године. Исте године је образован и први парк у Београду и Србији – Топчидер, по указу кнеза Милоша.

## Друштвено-географске одлике

### Историја
Име општине Савски венац симболизује њен положај. Названа је тако јер се попут венца сместила уз саму обалу Саве. Након проширења Београда ван зидина Калемегдана, нова насеља су се развијала на обали Дунава ка Дорћолу и на обали Саве ка Савамалој. Досељавањем српског кнеза Милоша Обреновића у Топчидер и изградњом конака, почетком 19. века, Савски венац постао је средиште политичког и јавног живота града.
У послератном периоду на овом подручју налазили су се III и VII градски рејон. У периоду од 1952. до 1957. територију општине чиниле су две некадашње општине: Топчидерско брдо, и Западни Врачар. Општина Савски венац основана је 1957 спајањем ове две некадашње општине сада месне заједнице у општини Савски венац. године.

### Привреда
Будући да је општина градско средиште овде нема услова за развој примарних делатности (пољопривреда, лов и риболов), тако да је проценат становништва које се бави овом делатношћу занемарљив. Мањи број људи је запослен у секундарном индустријском сектору (Београдска индустрија пива), док је већина становништва оријентисана на терцијарни (саобраћај, финансије, туризам, угоститељство) и квартарни сектор (здравство, образовање, комуналне службе).

#### Туризам и угоститељство
На Савском венцу се налази девет хотела: „Бристол“, „Београд“, „Пошта“, „Рекс“, „Центар“, „Дом просветних радника“, „Самачки хотел“, „Железнички хотел“ и три хостела: „Мистер Вокер“, „Ин Олд Шуз“, „Сикс Флор“.
Угоститељски објекти су бројни на општини, укупно 42 („Шуменко“, „Авала“, „Графичар“, „Стеко“, „Савски венац“, „Стадион“, „Ужице“, „Франш“), а свакако најпознатији и најстарији су „Господарска механа“, сазидана 1820. године и „Царева ћуприја“, која је подигнута 1846. године.
По броју туриста Савски венац се налази на првом месту међу београдским општинама. У 2008. години овде је боравило 287.350 туриста. Исте године на Савском венцу је ноћило 353.165 посетилаца.

#### Саобраћај

##### Друмски саобраћај
Инфраструктуру сачињава око 300 улица, па је мрежа саобраћајница веома густа. Доминира Мостарска петља са ауто-путем, са главним улицама Кнеза Милоша, Савском, Немањином, Булеваром ослобођења, Булеваром принца Александра Карађорђевића, улицом Незнаног јунака и др. Посебна одлика општине у погледу инфраструктуре је чињеница да се свих пет мостова на Сави налазе на њеној територији. Савски венац је незаобилазан; где год да се неко упути, ка центру града или ван њега, мора проћи преко ове општине.
Све улице и саобраћајнице су асфалтиране, тротоари поплочани и редовно се одржавају.

##### Железнички саобраћај
Главна железничка станица подигнута још давне 1884. године, али је затворена 2018. године, и улогу главне станице је преузела ж. ст. Београд центар. Одатле се возови крећу ка свим крајевима Србије и Европе. Тренутно, станица врши функцију главног чворишта локалне градске мреже возова — Беовоз, која повезује београдску мрежу пруга. По изградњи ово ће бити једна од најмодернијих железничких станица у Европи.
У циљу ефикаснијег превоза и боље комуникације између делова града, од 1. септембра 2010. године почео је да саобраћа „БГ воз“. Он је у саставу градског саобраћаја и разликује се од Беовоза. Саобраћа на линији Нови Београд—Панчевачки мост на 30, односно 15 минута у периоду од 14-17 часова. На Савском венцу воз користи стајалишта Београд центар и Карађорђев парк.

##### Водени саобраћај
Водени саобраћај се одвија на реци Сави у виду редовних бродских линија које повезују Савско пристаниште са Новим Београдом и Адом Циганлијом. Осим њих, Савом саобраћају бројни транзитни бродови који се укључују у Дунав и настављају пут ка Црном мору. На Топчидерској реци није могућ никакав вид саобраћаја.

##### ПТТ саобраћај
На општини Савски венац налази се Главна пошта 11000-Београд-6 и још 13 поштанских филијала. Подељене су у две поштанске јединице — „Београд Венац“ и „Београд Центар“.
| Назив поште | Поштански број | Поштанска јединица |
| ----------- | -------------- | ------------------ |
| Пошта 6     | 11000          | РЈ Београд Центар  |
| Пошта 19    | 11112          | РЈ Београд Центар  |
| Пошта 20    | 11113          | РЈ Београд Центар  |
| Пошта 44    | 11123          | РЈ Београд Центар  |
| Пошта 45    | 11124          | РЈ Београд Центар  |
| Пошта 78    | 11128          | РЈ Београд Центар  |
| Пошта 102   | 11129          | РЈ Београд Центар  |
| Пошта 114   | 11168          | РЈ Београд Центар  |
| Пошта 115   | 11169          | РЈ Београд Центар  |
| Пошта 7     | 11105          | РЈ Београд Венац   |
| Пошта 13    | 11142          | РЈ Београд Венац   |
| Пошта 33    | 11040          | РЈ Београд Венац   |
| Пошта 46    | 11146          | РЈ Београд Венац   |
| Пошта 70    | 11154          | РЈ Београд Венац   |

##### Градске линије
Мрежа градског превоза густо је развијена. Два главна чворишта су на Зеленом венцу и на „Савском тргу“. Са општине или преко ње транзитно, пролазе следеће линије градског саобраћаја, укупно 71:
- Аутобуске линије — 17, 18, 23, 30, 31, 33, 34, 36, 37, 39, 42,42Л, 44, 46, 47, 48, 49, 51, 52, 53, 56, 56Л, 58, 59,59Л, 60, 65, 67, 68, 71, 72, 75, 77, 78, 83, 84, 88, 91, 92, 94, 95, 511, 551, 601, 704, 706 и 707
- Трамвајске линије — 1 ,2,  3, 4, 5, 6, 7,8 ,9, 10,11,12,13,14 и 15
- Тролејбуске линије — 19, 21, 22,22Л,28, 29, 40 и 41
- Минибус линије —  А1,А2,Е1, Е2, Е3, Е5, Е6, Е7 и Е9
- Сезонске линије — Ада 1, Ада 2, Ада 3, Ада 4, Ада 5 ,Ада 6,Aда 7 и Ада 9

### Стамбене целине
Савски венац нема званичну административну поделу на насеља, али се у погледу квартова, условно могу издвојити следећи:
- Савамала са Бара Венецијом (прво урбано насеља у Београду ван калемегданских зидина основано око 1830. године) је насеље уз саму обалу Саве, представља индустријско језгро испуњено хангарима и депоима. Име је добило по мочварном тлу (барама) које је исушено и урбанизовано. Протеже се од Старог савског до Бранковог моста. Овде се налази најнижи плато обале Саве, па је овај крај био комплетно поплављен током 1984. и 2006. године[17].
- Дедиње је најелитнији и најбогатији део Савског венца и Београда, уопште. Овде су смештене бројне дипломатске виле, представништва, као и луксузне куће многих јавних личности. Налази се на источним падинама Топчидерског брда. Пре урбанизације овде су се налазили веома богати виногради. Постало је занимљиво још и пре Другог светског рата и тако је остало и до данас. Име је добило по термину дедина или дедовина. По попису из 2002. године овде је живело око 9.000 становника[17].
- Дипломатска колонија је насеље које је смештено у западном делу општине, између болнице Др Драгиша Мишовић и Стадиона Црвена звезда. Представља богати и луксузни крај са вилама и резиденцијама, где доминира зграда РТВ Пинк[17].
- Господарска механа заузима најзападнији део општине преко пута Београдског сајма и у близини ушћа Топчидерске реке у Саву. Име је добило по кафани Господарска механа која и дан данас постоји, а сазидана је 1820. године. Ово је врло важна саобраћајна тачка, последња станица прве трамвајске линије у Београду, а данас веза са Бановим брдом[17].
- Јатаган мала је насеље које је постојало до 1960-их на простору између данашње Мостарске петље и Клиничког центра, због чије је изградње и расељено. Ово је био један од најсиромашнијих делова града, где су доминирале уџерице, бараке и картонске куће.[17] Име је добило по турској речи за врсту мача – јатаган.
- Лисичји поток се налази између Топчидерског брда и Бањице, јужно од Белог двора. Представља слабије насељен крај, са изразито густом шумом. Овде су смештени бројни војно-медицински хангари[17].
- Мостарска петља је велики вијадукт изграђен 1960-их година. Простире се на 20.000 m² и има висину од 22 m, па стога доминира овим крајоликом. Са леве стране се налазе Клинички центар Србије и Министарство одбране Републике Србије, а са десне БИП, Сајам и ж. ст. Београд центар. Спаја ауто-пут Београд-Загреб са ауто-путем Београд-Ниш[17].
- Сењак је насеље које се налази на западној падини Топчидерског брда. Пре урбанизације и изградње елитних кућа, вила и резиденција, овде су се налазили амбари са сеном, по чему је крај највероватније и добио назив. Овде је живело, по попису из 2002. године око 7.500 становника[17].
- Карађорђев парк се налази на општини Врачар, али се резиденцијални стамбени део налази на Савском венцу. Смештен је на Врачарском платоу у источном делу општине. У Катићевој улици у овом крају налази се и метеоролошка станица[17].
- Прокоп се налази у источном делу некадашње Јатаган мале. Познат је по градилишту будуће железничке станице Београд Центар. Име је добио због тога што је из овог дела прокопано земљиште које је служило исушивању Бара Венеције и Савамале[17].
- Стадион је насеље у околини стадиона Партизан и Црвена звезда. У потпуности је стамбеног карактера и има два мала парка на оба краја[17].
- Топчидер је шумовит предео који пресеца Топчидерска река, и већ 150 година представља једно од најомиљенијих излетишта Београђана. Уређење је почело 1831. године када је кнез Милош Обреновић започео изградњу конака, парка, цркве, кафане и касарне[17].
- Топчидерско брдо је имало статус општине до 1957. када је прикључено Савском венцу. Представља шумовиту целину, на чијим се падинама простиру насеља Сењак, Дедиње, Топчидер и Мостар. Посебна природна целина која доминира облашћу је Хајд парк, на северној падини брда[17].

Савски венац је једна од београдских општина са највишом ценом квадрата у новоградњи.

### Попис 2011. године
Према званичним резултатима пописа становништва, домаћинстава и станова 2011. године, на Савском венцу живи 38.660 становника, тј. 3.845 мање него 2002. године. Постоји укупно 16.454 домаћинства и 21.191 станова (просечно 2,35 чланова по домаћинству). Густина насељености је 2.761,43 становника по километру квадратном. Индекс пораста односно пада броја становништва у односу на 2002. годину износи 91,0
Најбројнији народ су Срби (34.742) који чине 88,8% укупног становништва општине. Њихов број је мањи за 2.186 у односу на Попис 2002. (36.928). Најбројније националне мањине су Југословени (394), Црногорци (369), Хрвати (251) и Роми (237). Код поменутих је такође запажен пад у односу на претходни Попис.
Пораст броја становника примећен је једино код Муслимана и Горанаца. Остале националне мањине које живи на савском венцу су Македонци, Руси, Русини, Бошњаци, Буњевци, Немци и др. Око 0,10% пописаних изјаснило се за регионалну припадност, а чак 3,63% је неизјашњено.
Приказани параметри указују на изразиту депопулацију општине, будући да је за само девет година, од претходног пописа број становника опао за 9%. Тим трендом би за приближно један век општина остала без становника.
На савском венцу живи 17.868 мушких и 21.254 женских особа, што указује на то да на једног мушкарца иде 1,19 жена. Увидом у старосну и полну пирамиду запажа се да је сходно стаосним групама она зашла у регресивни тип. То значи да учешће деце и омладине опада у односу на старији генерације. Такав однос доводи до негативног природног прираштаја и изразите депопулације.
Најбројније старосне групе су 55-59 и 60-64 године, где укупно припада 7.217 становника или чак 18,5 процената од укупног броја. Упоређивањем са подацима из 2002. године види се да се најбројнија група „померила“ за 10 година унапред. У омладину (0-19 година) спада 6442 особе, а доминира старије средовечно становништво (40-59 година).
| Етнички састав према попису из 2011.‍ | Етнички састав према попису из 2011.‍ | Етнички састав према попису из 2011.‍ | Етнички састав према попису из 2011.‍ | Етнички састав према попису из 2011.‍ |
| ------------------------------------ | ------------------------------------ | ------------------------------------ | ------------------------------------ | ------------------------------------ |
|                                      |                                      |                                      |                                      |                                      |
| Срби                                 | Срби                                 |                                      | 34.742                               | 88,80%                               |
| Југословени                          | Југословени                          |                                      | 394                                  | 1,00%                                |
| Црногорци                            | Црногорци                            |                                      | 369                                  | 0,94%                                |
| Хрвати                               | Хрвати                               |                                      | 251                                  | 0,64%                                |
| Роми                                 | Роми                                 |                                      | 237                                  | 0,61%                                |
| Македонци                            | Македонци                            |                                      | 191                                  | 0,49%                                |
| Горанци                              | Горанци                              |                                      | 128                                  | 0,33%                                |
| Муслимани                            | Муслимани                            |                                      | 68                                   | 0,17%                                |
| Словенци                             | Словенци                             |                                      | 58                                   | 0,15%                                |
| Мађари                               | Мађари                               |                                      | 49                                   | 0,13%                                |
| Руси                                 | Руси                                 |                                      | 44                                   | 0,11%                                |
| Бошњаци                              | Бошњаци                              |                                      | 38                                   | 0,10%                                |
| Регионална прип.                     | Регионална прип.                     |                                      | 38                                   | 0,10%                                |
| Словаци                              | Словаци                              |                                      | 33                                   | 0,08%                                |
| Румуни                               | Румуни                               |                                      | 29                                   | 0,07%                                |
| Бугари                               | Бугари                               |                                      | 27                                   | 0,07%                                |
| Албанци                              | Албанци                              |                                      | 23                                   | 0,05%                                |
| Немци                                | Немци                                |                                      | 21                                   | 0,05%                                |
| Украјинци                            | Украјинци                            |                                      | 7                                    | 0,02%                                |
| Буњевци                              | Буњевци                              |                                      | 6                                    | 0,02%                                |
| Власи                                | Власи                                |                                      | 5                                    | 0,01%                                |
| Русини                               | Русини                               |                                      | 4                                    | 0,01%                                |
| неизјашњени                          | неизјашњени                          |                                      | 1.419                                | 3,63%                                |
| непознато                            | непознато                            |                                      | 631                                  | 1,61%                                |
| остали                               | остали                               |                                      | 310                                  | 0,79%                                |

| \| \| м \| \| \| ж \| \| 85+ \| 348 \| \| \| 628 \| \| 80—84 \| 437 \| \| \| 868 \| \| 75—79 \| 526 \| \| \| 946 \| \| 70—74 \| 702 \| \| \| 1.032 \| \| 65—69 \| 790 \| \| \| 912 \| \| 60—64 \| 1.585 \| \| \| 1.938 \| \| 55—59 \| 1.626 \| \| \| 2.068 \| \| 50—54 \| 1.249 \| \| \| 1.547 \| \| 45—49 \| 1.039 \| \| \| 1.293 \| \| 40—44 \| 1.027 \| \| \| 1.253 \| \| 35—39 \| 1.217 \| \| \| 1.321 \| \| 30—34 \| 1.430 \| \| \| 1.570 \| \| 25—29 \| 1.466 \| \| \| 1.567 \| \| 20—24 \| 1.148 \| \| \| 1.147 \| \| 15—19 \| 956 \| \| \| 882 \| \| 10—14 \| 660 \| \| \| 724 \| \| 5—9 \| 771 \| \| \| 723 \| \| 0—4 \| 891 \| \| \| 835 \| \| Просек : \| 40,9 \| \| \| 44,4 \| |       |  |  |       |
| |       |  |  |       |
| | м     |  |  | ж     |
| 85+ | 348   |  |  | 628   |
| 80—84 | 437   |  |  | 868   |
| 75—79 | 526   |  |  | 946   |
| 70—74 | 702   |  |  | 1.032 |
| 65—69 | 790   |  |  | 912   |
| 60—64 | 1.585 |  |  | 1.938 |
| 55—59 | 1.626 |  |  | 2.068 |
| 50—54 | 1.249 |  |  | 1.547 |
| 45—49 | 1.039 |  |  | 1.293 |
| 40—44 | 1.027 |  |  | 1.253 |
| 35—39 | 1.217 |  |  | 1.321 |
| 30—34 | 1.430 |  |  | 1.570 |
| 25—29 | 1.466 |  |  | 1.567 |
| 20—24 | 1.148 |  |  | 1.147 |
| 15—19 | 956   |  |  | 882   |
| 10—14 | 660   |  |  | 724   |
| 5—9 | 771   |  |  | 723   |
| 0—4 | 891   |  |  | 835   |
| Просек : | 40,9  |  |  | 44,4  |

### Попис 2002. године
У насељу је живело 35.550 пунолетних становника, а просечна старост становништва износила је 42,8 година (40,9 код мушкараца и 44,4 код жена). Било је 17.220 домаћинстава, а просечан број чланова по домаћинству износио је 2,44.
Углавном је насељено Србима (према попису из 2002. године), а у последња три пописа примећен је пад у броју становника. Према процени Републичког завода за статистику Републике Србије, на општини Савски венац живео је 40.471 становник по стању за 30. јун 2008. године. У односу на Попис из 2002. године, то је за око 2.000 становника мање. Приказани подаци указују на изразиту депопулацију. Старосна и полна пирамида за Савски венац је стационарног типа, тј. највећи контингент становништва обухвата средњу генерацију између 15 и 49 година старости. Најбројније старосне групе биле су 40-44 и 45-49 година.
| Етнички састав према попису из 2002.‍ | Етнички састав према попису из 2002.‍ | Етнички састав према попису из 2002.‍ | Етнички састав према попису из 2002.‍ | Етнички састав према попису из 2002.‍ |
| ------------------------------------ | ------------------------------------ | ------------------------------------ | ------------------------------------ | ------------------------------------ |
|                                      |                                      |                                      |                                      |                                      |
| Срби                                 | Срби                                 |                                      | 36.928                               | 86,87%                               |
| Југословени                          | Југословени                          |                                      | 952                                  | 2,23%                                |
| Црногорци                            | Црногорци                            |                                      | 878                                  | 2,06%                                |
| Хрвати                               | Хрвати                               |                                      | 356                                  | 0,83%                                |
| Роми                                 | Роми                                 |                                      | 276                                  | 0,64%                                |
| Македонци                            | Македонци                            |                                      | 239                                  | 0,56%                                |
| Муслимани                            | Муслимани                            |                                      | 157                                  | 0,36%                                |
| Словенци                             | Словенци                             |                                      | 109                                  | 0,25%                                |
| Горанци                              | Горанци                              |                                      | 109                                  | 0,25%                                |
| Мађари                               | Мађари                               |                                      | 63                                   | 0,14%                                |
| Бошњаци                              | Бошњаци                              |                                      | 47                                   | 0,11%                                |
| Руси                                 | Руси                                 |                                      | 39                                   | 0,09%                                |
| Албанци                              | Албанци                              |                                      | 35                                   | 0,08%                                |
| Бугари                               | Бугари                               |                                      | 30                                   | 0,07%                                |
| Немци                                | Немци                                |                                      | 25                                   | 0,05%                                |
| Румуни                               | Румуни                               |                                      | 22                                   | 0,05%                                |
| Словаци                              | Словаци                              |                                      | 19                                   | 0,04%                                |
| Буњевци                              | Буњевци                              |                                      | 13                                   | 0,03%                                |
| Украјинци                            | Украјинци                            |                                      | 9                                    | 0,02%                                |
| Чеси                                 | Чеси                                 |                                      | 6                                    | 0,01%                                |
| Русини                               | Русини                               |                                      | 4                                    | 0,00%                                |
| Власи                                | Власи                                |                                      | 2                                    | 0,00%                                |
| непознато                            | непознато                            |                                      | 593                                  | 1,39%                                |

|  |

| Демографија | Демографија | Демографија |
| Година      | Становника  | Становника  |
| ----------- | ----------- | ----------- |
| 1948.       | 54.067      |             |
| 1953.       | 65.366      |             |
| 1961.       | 74.971      |             |
| 1971.       | 63.531      |             |
| 1981.       | 53.374      |             |
| 1991.       | 47.682      | 45.961      |
| 2002.       | 42.505      | 44.560      |

| \| \| м \| \| \| ж \| \| ? \| 63 \| \| \| 76 \| \| 80+ \| 550 \| \| \| 903 \| \| 75—79 \| 890 \| \| \| 1.378 \| \| 70—74 \| 864 \| \| \| 1.526 \| \| 65—69 \| 869 \| \| \| 1.315 \| \| 60—64 \| 922 \| \| \| 1.235 \| \| 55—59 \| 1.087 \| \| \| 1.124 \| \| 50—54 \| 1.920 \| \| \| 2.234 \| \| 45—49 \| 1.866 \| \| \| 2.286 \| \| 40—44 \| 1.265 \| \| \| 1.617 \| \| 35—39 \| 1.011 \| \| \| 1.279 \| \| 30—34 \| 1.074 \| \| \| 1.296 \| \| 25—29 \| 1.292 \| \| \| 1.359 \| \| 20—24 \| 1.522 \| \| \| 1.505 \| \| 15—19 \| 1.401 \| \| \| 1.370 \| \| 10—14 \| 1.071 \| \| \| 1.026 \| \| 5—9 \| 856 \| \| \| 822 \| \| 0—4 \| 811 \| \| \| 820 \| \| Просек : \| 40,9 \| \| \| 44,4 \| |       |  |  |       |
| |       |  |  |       |
| | м     |  |  | ж     |
| ? | 63    |  |  | 76    |
| 80+ | 550   |  |  | 903   |
| 75—79 | 890   |  |  | 1.378 |
| 70—74 | 864   |  |  | 1.526 |
| 65—69 | 869   |  |  | 1.315 |
| 60—64 | 922   |  |  | 1.235 |
| 55—59 | 1.087 |  |  | 1.124 |
| 50—54 | 1.920 |  |  | 2.234 |
| 45—49 | 1.866 |  |  | 2.286 |
| 40—44 | 1.265 |  |  | 1.617 |
| 35—39 | 1.011 |  |  | 1.279 |
| 30—34 | 1.074 |  |  | 1.296 |
| 25—29 | 1.292 |  |  | 1.359 |
| 20—24 | 1.522 |  |  | 1.505 |
| 15—19 | 1.401 |  |  | 1.370 |
| 10—14 | 1.071 |  |  | 1.026 |
| 5—9 | 856   |  |  | 822   |
| 0—4 | 811   |  |  | 820   |
| Просек : | 40,9  |  |  | 44,4  |

| Година пописа     | 1948.  | 1953.  | 1961.  | 1971.  | 1981.  | 1991.  | 2002.  |
| ----------------- | ------ | ------ | ------ | ------ | ------ | ------ | ------ |
| Број домаћинстава | 22.226 | 23.502 | 28.100 | 23.274 | 20.149 | 17.788 | 17.220 |

| Број чланова      | 1     | 2     | 3     | 4     | 5   | 6   | 7  | 8  | 9 | 10 и више | Просек |
| ----------------- | ----- | ----- | ----- | ----- | --- | --- | -- | -- | - | --------- | ------ |
| Број домаћинстава | 5.182 | 4.581 | 3.460 | 2.965 | 779 | 191 | 34 | 18 | 6 | 4         | 2,44   |

| Пол    | Укупно | Неожењен/Неудата | Ожењен/Удата | Удовац/Удовица | Разведен/Разведена | Непознато |
| ------ | ------ | ---------------- | ------------ | -------------- | ------------------ | --------- |
| Мушки  | 16.596 | 5.501            | 9.440        | 708            | 916                | 31        |
| Женски | 20.503 | 5.538            | 9.525        | 3.499          | 1.904              | 37        |
| УКУПНО | 37.099 | 11.039           | 18.965       | 4.207          | 2.820              | 68        |

| Пол    | Укупно                    | Пољопривреда, лов и шумарство | Рибарство                            | Вађење руде и камена | Прерађивачка индустрија       |
| ------ | ------------------------- | ----------------------------- | ------------------------------------ | -------------------- | ----------------------------- |
| Мушки  | 7.612                     | 42                            | 0                                    | 11                   | 958                           |
| Женски | 7.542                     | 49                            | 0                                    | 6                    | 728                           |
| Укупно | 15.154                    | 91                            | 0                                    | 17                   | 1.686                         |
|        |                           |                               |                                      |                      |                               |
| Пол    | Производња и снабдевање   | Грађевинарство                | Трговина                             | Хотели и ресторани   | Саобраћај, складиштење и везе |
| Мушки  | 100                       | 383                           | 1.365                                | 211                  | 853                           |
| Женски | 46                        | 152                           | 1.328                                | 202                  | 559                           |
| Укупно | 146                       | 535                           | 2.693                                | 413                  | 1.412                         |
|        |                           |                               |                                      |                      |                               |
| Пол    | Финансијско посредовање   | Некретнине                    | Државна управа и одбрана             | Образовање           | Здравствени и социјални рад   |
| Мушки  | 164                       | 920                           | 966                                  | 474                  | 433                           |
| Женски | 353                       | 751                           | 771                                  | 731                  | 1.235                         |
| Укупно | 517                       | 1.671                         | 1.737                                | 1.205                | 1.668                         |
|        |                           |                               |                                      |                      |                               |
| Пол    | Остале услужне активности | Приватна домаћинства          | Екстериторијалне организације и тела | Непознато            | Непознато                     |
| Мушки  | 649                       | 1                             | 1                                    | 81                   | 81                            |
| Женски | 545                       | 24                            | 1                                    | 61                   | 61                            |
| Укупно | 1.194                     | 25                            | 2                                    | 142                  | 142                           |

### Политика и управа
Тренутни председник општине Савски венац је Ирена Вујовић из редова СНС-а. Њен заменик је Тања Маринковић, такође из СНС-а, а председник скупштине општине је Немања Берић. Чланови Општинског већа су: Владимир Новаковић, Данијела Мирјанић, Драгољуб Николић, Милош Видовић, Страхиња Кукић, Александар Трајковић и Мирослав Божић. Седиште општине је у улици кнеза Милоша број 69.

#### Локални избори 2016. године
На локалним изборима одржаним у мају 2016. године, скупштинску већину освојили су одборници са листе Србија побеђује — Александар Вучић, са укупно 19 од 37 одборничких места, у коалицији са листама СПС — Ивица Дачић (3), Др Војислав Шешељ — СРС (2) и Победимо странке изгласајмо народ — Милан Аврамовић (1).
| Листа[30]                         | Број одборника |
| --------------------------------- | -------------- |
| Српска напредна странка           | 13             |
| ДС—СДС—ЛДП—Нова странка           | 9              |
| Доста је било                     | 7              |
| Социјалистичка партија Србије     | 3              |
| Демократска странка Србије-Двери  | 2              |
| Српска радикална странка          | 2              |
| Победимо странке изгласајмо народ | 1              |

#### Локални избори 2012. године
На локалним изборима одржаним у мају 2012. године, скупштинску већину освојили су одборници са листе Избор за бољи Савски венац, са 16 од укупно 37 одборничких места, заједно са колацијама СПС-ПУПС-ЈС (4) и Преокрет (4).
| Листа[32]                                                                             | Број одборника |
| ------------------------------------------------------------------------------------- | -------------- |
| Демократска странка                                                                   | 16             |
| Преокрет                                                                              | 4              |
| Демократска странка Србије-Нова Србија                                                | 4              |
| Социјалистичка партија Србије-Партија уједињених пензионера Србије-Јединствена Србија | 4              |
| Српска напредна странка                                                               | 9              |

#### Локални избори 2008. године
На локалним изборима одржаним 2008. године, скупштинску већину освојили су одборници са листе „За европску Србију — Борис Тадић“, заједно са одборницима са листе „ЛДП — Чедомир Јовановић“. Председник општине Савски венац био је Томислав Ђорђевић из ДС, а његов заменик Влада Милић из Г 17+. Председник скупштине општине био је Бранко Белић, такође из ДС.
| Листа[34]                                                          | Број одборника |
| ------------------------------------------------------------------ | -------------- |
| Демократска странка                                                | 17             |
| Либерално-демократска партија                                      | 4              |
| Демократска странка Србије-Нова Србија                             | 5              |
| Социјалистичка партија Србије-Партија уједињених пензионера Србије | 2              |
| Српска радикална странка                                           | 9              |

#### Месне заједнице
Територија општине Савски венац подељена је на девет месних заједница: МЗ „Зелени венац“, МЗ „Гаврило Принцип“, МЗ „Слободан Пенезић-Крцун“, МЗ „Западни Врачар“, МЗ „Стеван Филиповић“, МЗ „Војвода Мишић“, МЗ „Топчидерско брдо-Сењак“, МЗ „4. јули“ и МЗ „Дедиње“.

### Општински симболи
Савски венац има свој печат и своје симболе — грб и заставу. Грб општине се користи у три нивоа, као основни, средњи и велики. Основу чини црвени штит са зеленим тробрегом, пресеченим таласастом сребрном гредом, изнад ког се налази сребрни орао оивичен златним венцем. На грудима орла је краљевска круна.
Застава општине је квадратног облика са црвеном основом и зеленим тробрегом. У десном углу налази се златни храстов венац увезен српском тробојком.
Слава Савског венца од 2014. године је Свети Стефан Деспот српски, а прославља се 1. августа.. Претходна слава била је Спасовдан.

### Културно-историјски споменици
Културно, историјско и архитектонско наслеђе је богато. На територији општине се налази 81 културно добро и четири предеоне целине. Међу њима се могу издвојити следеће [н 1]:

#### Културна добра од изузетног значаја
- Илегална партијска штампарија, у улици Бањички венац, служила је између 1941. и 1943. године ЦК КПЈ за производњу пропагандног материјала, летака и сл.
- Конак кнеза Милоша у Топчидеру, подигнут је 1831. године, као резиденција за кнеза Милоша Обреновића. У парку испред Конака је стабло једног од најстаријих платана у Европи, старог преко 160 година, који је, такође под заштитом државе.
- Музеј 4. јули, сазидан је 1934. године, а у њему је 1941. донета одлука о подизању устанка у Југославији. Као музеј, постоји од 1950. године.

#### Културна добра од великог значаја
- Манакова кућа, на углу улица Гаврила Принципа и Краљевића Марка, је данас у склопу Етнографског музеја. Подигнута је око 1830. године и име је добила по македонском Цинцару Манаку Михаиловићу. У њој се налазе богате збирке народних ношњи, фотографија, разних предмета и др.
- Официрска задруга, на углу Ресавске и Масарикове, је прва зграда зидана са наменом да буде Робна кућа. Подигнута је 1908. године.
- Железничка станица Београд, у Савској улици, подигнута је 1884. године, као најстарије здање такве намене на Балкану.

#### Културна добра
- Амам кнеза Милоша, у улици Адмирала Гепрата, подигнут је 1837. године у склопу дворског комплекса за кнеза Милоша Обреновића.
- Хотел Бристол, у Карађорђевој улици, саграђен је 1912. године у духу класицизма.
- Официрски дом, у улици Српских владара, сазидан је 1895. године, а након студентских демонстрација додељен је универзитету, од кад је познат као СКЦ (Студентски културни центар).
- „Палата Министарства финансија Краљевине Југославије“, у Немањиној, данашња Влада Републике Србије, изграђена је 30-их година 20. века.
- „Палата Министарства шума и руда, пољопривреде и вода“, у Кнеза Милоша, данашње Министарство спољних послова Републике Србије, изграђена је око 1930. године.
- Парни млин, у Булевару војводе Мишића, изграђен је 1901. године. Као део приватног пекарског друштва, данас је оронуо и запуштен и чека се рестаурација.

Овој групи добара припада највећи број споменика, а вредно је набројати и следеће: Кућа Бранислава Нушића, Кућа др Арчибалда Рајса, Кућа Исидоре Секулић, Универзитетска дечја клиника у Тиршовој, Зграда Генералштаба и др.

#### Добра која уживају статус претходне заштите
- Војномедицинска академија изграђена је 1982. на простору од 21 ha. Има статус једне од најпризнатијих војних болница на свету.
- Београдски сајам је један од већих у Европи. Јединствен је по куполи на Хали 1, која има пречник од 109 m, направљеној од преднапрегнутог бетона, чиме је највећа, оваквог типа, на свету.[36]
- Архив Југославије, у улици Васе Пелагића, постоји од 1950. године, а у њему се налази богата историјско-културолошка и политичка грађа са простора бивше СФРЈ.

#### Објекти сакралне архитектуре
У погледу сакралног наслеђа издвајају се следећи верски објекти — црква светог Архангела Гаврила, манастир Ваведење, „Капела св. Трифуна“, Топчидерска црква Светих Апостола Петра и Павла.
Манастир Ваведење Пресвете Богородице се налази на Сењаку и изграђен је 1935. године. Легенда која говори о подизању цркве је везана за сан ктиторке Персиде Миленковић, која је три пута уснула да манастир треба сазидати баш на том месту.

#### Предеоне целине
У културно-историјском и природном погледу, на општини Савски венац издвајају се четири предеоне целине: 
- Топчидер,
- Топчидерско брдо,
- Сењак и
- Дедиње.

Оне обухватају простор јужно од ауто-пута, осим Бањице. Поред многих споменика и грађевина, овде се налазе и велике површине под парковима и шумама.

### Остали значајни објекти
На Савском венцу има осам музеја (Музеј 4. јули[н 2], Музеј 25. мај, Музеј афричке уметности и др), и четири галерије са изложбеним просторима. Такође овде се налази и Архив Југославије, у насељу Сењак.
Општина је и средиште политичког живота и политичких збивања, па је на њеној територији смештено чак седамнаест министарстава и зграда Владе Републике Србије у Немањиној улици. Осим њих постоје и 22 амбасаде бројних држава из света, као и неколико међународних представништава, али и чак осам судова, међу којима Уставни и Врховни. Значајно је и седиште Безбедносно-информативне агенције (БИА) у улици Краљице Ане б. б, недалеко од ВМА.
Треба поменути и седам биоскопа која се налазе на Савском венцу — „Академија 28“, „Таквуд синеплекс“ и „20. октобар“, затим „Мали Одеон“, „Одеон“, „Партизан“, и „Маслеша“, као и огранак Библиотеке града Београда - Библиотеку Исидора Секулић на Сењаку.

### Здравство
На простору општине налази се неколико клиничко-болничких центара — Клинички центар Србије (са пратећим институтима и болницама), КБЦ „Др Драгиша Мишовић“, Гинеколошко-акушерска клиника Народни Фронт, Војномедицинска академија, Завод за здравствену заштиту радника ЖТП „Београд“ и др. Према подацима Републичког завода за статистику, на територији Савског венца запослено је 2.886 лекара, што је скоро половина укупног броја за цео град Београд. Према томе, на једног лекара долази 14 становника општине, по чему је Савски венац убедљиво на првом месту.

### Образовање
Основу образовног система чини тринаест обданишта, осам основних и шест посебних школа. Треба поменути и 11 средњих школа, као и чак осам факултета — Медицински, Стоматолошки, Ветеринарски, Економски факултет, Војна академија, Факултет музичке уметности и Виша политехничка школа.
Постоје и по један студентски и ученички дом.
У школској години 2007/2008. на Савском венцу уписано је 2.258 ученика основних и 6.696 ученика средњих школа, од којих је 326 и 1.733, завршило осми, односно четврти разред.

### Спорт
Општина се оправдано сматра колевком српског и београдског спорта. Прва витешка такмичења одржана су на Топчидеру 1865. године, а прва атлетска, бициклистичка и ходачка надметања, била су на истом месту, у оквиру квалификација за Олимпијске игре у Стокхолму 1912. године.
Прву игру са лоптом одиграли су чланови Гимнастичарског друштва Соко са Савског венца, давне 1896. године, када се у Србији појавила и прва фудбалска лопта. Соко се као клуб оформио тек 1903. године, а почетком тридесетих година мења име у ФК БАСК. Почетком 1900-их формирали су се и клубови попут - Српског мача, БСК-а, Славије, Југославије и др. Посебну пажњу привлаче тимови БСК, основан 1911. и ФК Југославија (тада познат под именом Велика Србија), основана 1913. године. Након Другог светског рата, тачније 1945. настају данашњи ФК Партизан, и ФК Црвена звезда који су наследили игралишта БСК-а и Југославије.
Данас на Савском венцу поред наша два највећа клуба, постоје и фудбалски клубови БАСК, Графичар и Дедиње.
Рукомет се у Србији појавио релативно касно. До 1952. играо се само велики рукомет, а прва утакмица одиграна је на Савском венцу на Стадиону ЈНА 29. јуна 1947. године. Први основани рукометни клубови у Београду били су РК Партизан, РК Црвена звезда и РК Железничар, сви са Савског венца.
Године 1926, основан је Спортски боб клуб „Београд“, који је у исто време оформио и пливачку секцију и подигао пливалиште на Сави. У том периоду такмичио се са БСК Брђанином, који су чинили заправо фудбалери истоименог клуба. Убрзо је формиран и „ВК Север“, од кога је касније настао пливачки и ватерполо клуб Црвена звезда, а у исто време настао је и ВК Партизан.
Почеци кошаркашког спорта у Србији везани су за Савски венац. Наиме, први који су имали прилику да заиграју ову игру, 1936. године, били су ученици Гимназије Краљ Александар (данас Војна гимназија), а убрзо су се са нових спортом упознали ученици Соколског дома Матица (данас Стари ДИФ). Средњошколско првенство у кошарци, одиграно је 1939. године у делу тадашњег игралишта „СК Југославија“. Данас своје кошаркашке клубове имају КК Партизан и КК Црвена звезда.

### Акције и манифестације
На Савском венцу се спроводе бројне акције различитог карактера — „Све за Џ“ (бесплатна рекреација, спортови и здравствена едукација и сл), затим „Грађанин — комунални инспектор“ (центар за пријављивање комуналних прекршаја), „Наша кућа“ (уређивање стамбених зграда), „Еко кеса — за чистији Савски венац“ (прикупљање и сепарација отпада за рециклажу), „НајЗЕЛЕНО“ (конкурс за најуређенију башту, двориште, зеленило пред стамбеним објектом) и др.
У организацији „Канцеларије за младе општине Савски венац“ одржава се СВУРФ (Савсковеначки урбан фест), манифестација на којој се такмиче особе старости 7-27 година у сликарству, музици, позоришту и др.